# Baldassare Longhena
Baldassare Longhena (1598, Benátky – 18. února 1682, Benátky) byl italský architekt pracující především v Benátkách. Představitel pozdní benátské renesance a dynamického baroka.
Studoval u architekta Vincenza Scamozziho. Po jeho smrti dokončil monumentální komplex Nové prokuratury (Procuratie Nuove), kancelářských a obytných budov Benátské republiky na náměstí Svatého Marka, který mu dává dnešní vzhled.
Jeho nejznámějším dílem je benátská bazilika di Santa Maria della Salute, jejíž výstavba byla zahájena roku 1631 na východním konci poloostrova Dorsoduro v části Punta della Dogana v ústí Grand Canalu. Dnes jde o jeden ze symbolů města. Její hlavní vstup byl později kopírován na mnoha kostelích a katedrálách v Benátkách i jinde.
Navrhl množství dalších kostelů jako například S. Maria dei Derelitti zvaný Ospedaletto či S. Maria di Nazareth zvaný Scalzi postavený v letech 1656 až 1680 (fasáda tohoto kostela byla navržena Giuseppe Sardim).